# Arena (Olaszország)
Arena község (comune) Olaszország Calabria régiójában, Vibo Valentia megyében.

## Fekvése
A megye részén délkeleti fekszik, a Petriano völgyében. Határai: Acquaro, Dasà, Fabrizia, Gerocarne, Mongiana és Serra San Bruno.

## Története
A település első írásos említése a 11. századból származik. Ekkor a Szicíliai Királyság része volt. A középkor során nápolyi nemesi családok birtokolták. Középkori épületeinek nagy része az 1783-as calabriai földrengésben elpusztult. A 19. század elején vált önálló községgé, amikor a Nápolyi Királyságban felszámolták a feudalizmust. Az 1855-ös jelentős károkat okozott a településen. 

## Népessége
A népesség számának alakulása:

## Főbb látnivalói
- a 11. században épült Castello normanno (normann vár) és ezt vízzel ellátó vezeték romjai
- a 18. században épült Santa Maria dei Latini-templom
- Madonna delle Grazie-templom